# 東の杜資料館
東の杜資料館（ひがしのもりしりょうかん）は、山形県東根市にある歴史民俗資料館である。
2018年現在、改装工事のため休館中。

## 概要
横尾酒造店（旧横尾家）のかつての酒蔵を利用して造られた資料館である。縄文期から近代までの考古資料、民俗資料を展示している。
横尾酒造店は1888年より酒造業を営み、土地の人たちからは東の館（おやかた）と呼ばれていた。東の杜資料館はこれにちなんで命名されたものである。

## 沿革
- 1988年（昭和63年） - 東根市が横尾家の好意により酒蔵の大半及び庭園の一部、駐車場を借用する形で開館。
- 2011年（平成23年） - 現存する建物と土地の全てが東根市に寄贈される。
- 2017年（平成29年） - 東の杜資料館の大規模改修計画が始まり、改装期間中は休館となる[4]。
- 2018年4月 - リニューアルし、開館（予定）

## 施設概要
- 前倉
  - 建物は1921年の建造。東根市の歴史、民俗資料などを常時展示。
- 多目的ホール
  - 仕込倉を改装したもので、芸術文化の展示・発表会場などとして使用される。ピアノが常設されている。

## 面積
- 敷地面積：5,018.26m2
- 建物面積：2,755.22m2

## 主な展示品
- 異形注口土器
- 長瀞陣屋絵図
- 東根城絵図
- 紅花絵巻

など

## 入館料
- 無料

## 開館時間
- 4月 - 10月
  - 9時30分 - 16時30分
- 11月 - 3月
  - 10時 - 16時

## 休館日
- 月曜日
- 祝祭日の翌日
- 月末
- 年末年始

## アクセス
- 車
  - JR東日本奥羽本線・さくらんぼ東根駅から5〜10分[1][3]。

駐車場あり（20台）

## 周辺
- 大けやきラ・ラ・ラ通り
- 東根の大ケヤキ